# 10907 Savalle
10907 Savalle è un asteroide della fascia principale. Scoperto nel 1997, presenta un'orbita caratterizzata da un semiasse maggiore pari a 2,8297742 UA e da un'eccentricità di 0,0891188, inclinata di 2,14394° rispetto all'eclittica.